# Le Châtelier
 Le Châtelier  es una comuna y población de Francia, en la región de Champaña-Ardenas, departamento de Marne, en el distrito de Sainte-Menehould y cantón de Givry-en-Argonne.
Está integrada en la Communauté de communes de la Région de Givry-en-Argonne.

## Demografía
Su población en el censo de 1999 era de 88 habitantes.
| 120 | 110 | 92 | 87 | 79 | 88 |
| Para los censos de 1962 a 1999 la población legal corresponde a la población sin duplicidades (Fuente: INSEE [Consultar]) |     |    |    |    |    |